# Dominica Premier League
Dominica Premier League är högstaligan i fotboll på Dominica, ligan grundades 1970 och den första säsongen sparkade igång 1970.

## Mästare
- 1970 — Harlem United
- 1971 — Okänd
- 1972 — Harlem United
- 1973 — Harlem United
- 1974 — Harlem United
- 1975 — Ej spelad
- 1976 — Kensborough United
- 1977 — Kensborough United
- 1978 — Kensborough United
- 1979 — Spartan
- 1980 — Okänd
- 1981 — Harlem Bombers
- 1982 — Okänd
- 1983 — Harlem Bombers
- 1984 — Okänd
- 1985 — Antilles Kensborough och Harlem Bombers (titeln delades)
- 1986–88 — Okänd
- 1989 — Harlem Bombers
- 1990 — Okänd
- 1991 — ?
- 1992 — Harlem Bombers
- 1993 — Harlem Bombers
- 1994 — Harlem Bombers
- 1995 — Harlem Bombers
- 1996 — Black Rocks
- 1997 — Harlem Bombers
- 1998 — Zebbians
- 1999 — Harlem Bombers
- 2000 — Harlem Bombers
- 2001 — Harlem Bombers
- 2002 — Kubuli All Stars
- 2003 — Harlem United
- 2004 — Harlem United
- 2005 — Dublanc Strikes
- 2006 — Harlem United
- 2007 — Sagicor South East United
- 2008 — Bath Estate
- 2009 — Bath Estate
- 2010 — Bath Estate
- 2011/12 — Harlem United
- 2012/13 — Bath Estate
- 2013/14 — Northern Bombers
- 2014/15 — Exodus
- 2015/16 — Dublanc
- 2016/17 — Dublanc
- 2017/18 — Avbröts på grund av orkanförstörelse.
- 2018/19 — South East
- 2019/20 —